# Rómulo Betancourt (Cabimas)
Pour les articles homonymes, voir Rómulo Betancourt (homonymie) et Betancourt.
Rómulo Betancourt est l'une des neuf paroisses civiles de la municipalité de Cabimas dans l'État de Zulia au Venezuela. Sa capitale est Cabimas.

## Géographie

### Situation

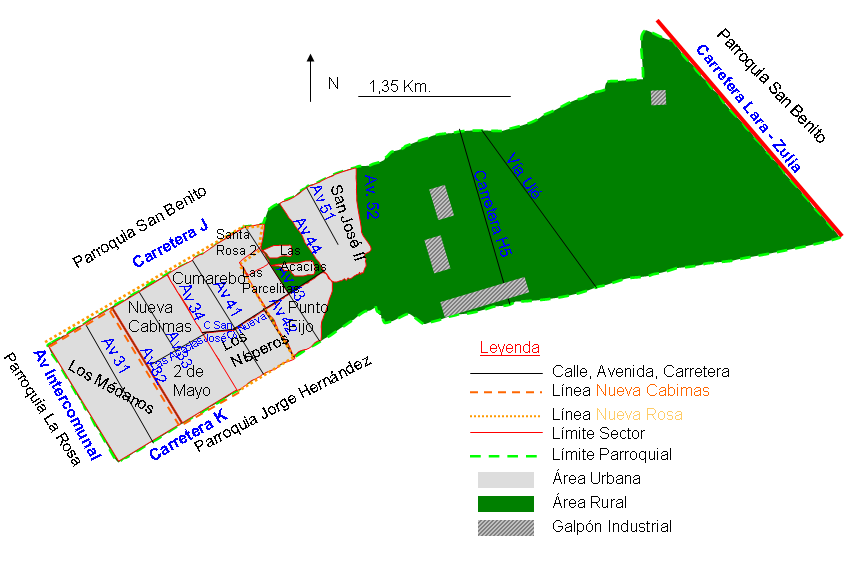
Carte de la paroisse civile.

La paroisse civile est située au cœur du territoire de la municipalité et constitue la partie orientale de la ville de Cabimas. Elle est limitée à l'ouest par l'avenida Intercommunal, au nord par la carretera J, au sud par la carretera K et à l'est par la carretera Lara-Zulia. Elle est traversée du nord au sud par les avenues 31 à 52.

## Lieux et monuments
Parmi les éléments notables de la paroisse civile, peuvent être cités les stades Nueva Cabimas et Nueva Rosa, la curieuse construction El Castillo sur l'avenida 42, l'église Nuestra Señora del Valle sur l'avenida 32 dans le secteur de Nueva Cabimas.